# Mayhem (album)
Mayhem is het zevende studioalbum van de Amerikaanse zangeres en songwriter Lady Gaga. Op 7 maart 2025 werd het uitgebracht via Interscope Records. Lady Gaga werkte samen met muziekproducenten als Andrew Watt, Cirkut en Gesaffelstein. Dit resulteerde in een album met een mix van genres, voornamelijk synthpop, met industrial dance-invloeden en elementen uit electro, disco, funk, industrial pop, rock en poprock. Het album gaat over  thema's zoals liefde, chaos, roem, identiteit en verlangen, waarbij metaforen van transformatie, dualiteit en overvloed worden gebruikt. Het album werd opgenomen in Rick Rubins studio Shangri-La, in Malibu, Californië.

## Tracklist
| 1.                 | Disease                           | 3:49 |
| 2.                 | Abracadabra                       | 3:43 |
| 3.                 | Garden of Eden                    | 3:59 |
| 4.                 | Perfect Celebrity                 | 3:49 |
| 5.                 | Vanish into You                   | 4:04 |
| 6.                 | Killah (met Gesaffelstein)        | 3:30 |
| 7.                 | Zombieboy                         | 3:33 |
| 8.                 | LoveDrug                          | 3:13 |
| 9.                 | How Bad Do U Want Me              | 3:58 |
| 10.                | Don't Call Tonight                | 3:45 |
| 11.                | Shadow of a Man                   | 3:19 |
| 12.                | The Beast                         | 3:54 |
| 13.                | Blade of Grass                    | 4:17 |
| 14.                | Die with a Smile (met Bruno Mars) | 4:11 |
| Totale duur: 53:04 |                                   |      |